# 斯里蘭卡獅
斯里蘭卡獅（学名：Panthera leo sinhaleyus）是獅的史前亞種，斯里蘭卡的特有種。牠們約於3萬7千年前滅絕，正值人類到達斯里蘭卡的時候。
斯里蘭卡獅的化石只有在Kuruwita發現的兩顆牙齒，故很難確定牠們與其他獅的亞種有何分別。描述者並沒有明確指出為何這些完模標本是屬於獅的亞種，只解釋它們較現今獅的牙齒長及窄，故是一個新的亞種。